# Жалгизкарагайський сільський округ
Жалгизкарага́йський сільський округ (каз. Жалғызқарағай ауылдық округі, рос. Жалгызкарагайский сельский округ) — адміністративна одиниця у складі Аккольського району Акмолинської області Казахстану. Адміністративний центр — село Жалгизкарагай.
Населення — 426 осіб (2021; 627 у 2009, 1024 у 1999, 1523 у 1989).
Станом на 1989 рік існувала Приозерна сільська рада (села Кизилту, Лідієвка, Приозерне), село Жанатобе перебувало як анклав у складі Аксуйської селищної ради Селетінського району. 1993 року утворено Приозерний сільський округ. 2000 року було ліквідовано село Жанатобе. 2007 року округ отримав сучасну назву. 2013 року, після передачі села Кириккудик до складу Степногорської міської адміністрації, до складу округу була включена територія площею 1056,98 км² Черняковського сільського округу.

## Склад
До складу округу входять такі населені пункти:
| Населений пункт     | Старі назви | Населення, осіб (1989) | Населення, осіб (1999) | Населення, осіб (2009) | Населення, осіб (2021) |
| ------------------- | ----------- | ---------------------- | ---------------------- | ---------------------- | ---------------------- |
| Жалгизкарагай, село | Приозерне   | 871                    | 772                    | 505                    | 349                    |
| Жанатобе, село      | -           | 285                    | 0                      | -                      | -                      |
| Кайнар, село        | Кизилту     | 170                    | 113                    | 50                     | 17                     |
| Тастиадир, село     | Лідієвка    | 197                    | 139                    | 72                     | 60                     |